# Peranzanes (kommun)
Peranzanes är en kommun i Spanien.   Den ligger i provinsen Provincia de León och regionen Kastilien och Leon, i den nordvästra delen av landet, 400 km nordväst om huvudstaden Madrid. Antalet invånare är 332.